# Zavjera Vidimo se
Zavjera Vidimo se (engl. Bye plot) bila je neuspjela zavjera dvojice katoličkih svećenika William Watsona i William Clarka, koji su skupa s engleskim političarem i katoličkim ekstremistom George Brookom htjeli oteti engleskog kralja Jakova I.
Sama zavjera bila je potpuni promašaj Henry Garnet (Jezuit), dojavio je kralju da se sprema zavjera protiv njega pa su sva trojica ubrzo otkrivena i smaknuta zbog veleizdaje.
Iako je nedvojbeno da je Watson bio uključen u zavjeru, katolkinja Margaret Ward pomogla mu je u privremenom bijegu iz zatvora, nakon što je uhićena, ne samo da je priznala da je pomogla u Watsonovu bijegu nego se i radovala jer je "izbavila nevino janje iz ruku krvavih vukova". Njezin pomoćnik, John Roche, također katolik kao i ona pogubljen je zbog pomaganja u Watsonovom bijegu.
Henry Garnet, iako je u ovom slučaju ostao vjeran kralju, dvije godine kasnije (1605. godine) prešutio je da se sprema Izdaja prahom, pa je i on na kraju pogubljen zbog izdaje.
Otkriće ove zavjere vodilo je otkriću Zavjere kod Mainea, zbog koje je sir Sir Walter Raleighu odsjećena glava.
Iako je Jakov I. do tada bio tolerantan prema katolicima. Nakon ove dvije zavjere, Jakov I. naredio je da se protjeraju svi svećenici iz Engleske.
Ovo nije bilo prvi put da su se katolički svećenici urotili protiv engleskog vladara. John Ballard, (Jezuita), nagovorio je Anthony Babingtona, Chidiock Tichbornea, te još četvoricu zavjernika da ubiju englesku kraljicu Elizabetu I. u tzv. Babingtonskoj zavjeri. Taj, kao i svi ostali pokušaji katoličkog svećenstva da sruše engleskog vladara propao je, a njegovi sudionici smaknuti su zbog veleizdaje.

## Poveznice
- Izdaja prahom
- Babingtonska zavjera
- Throckmortonova zavjera
- Parryjeva zavjera